# Stippe (Apfel)

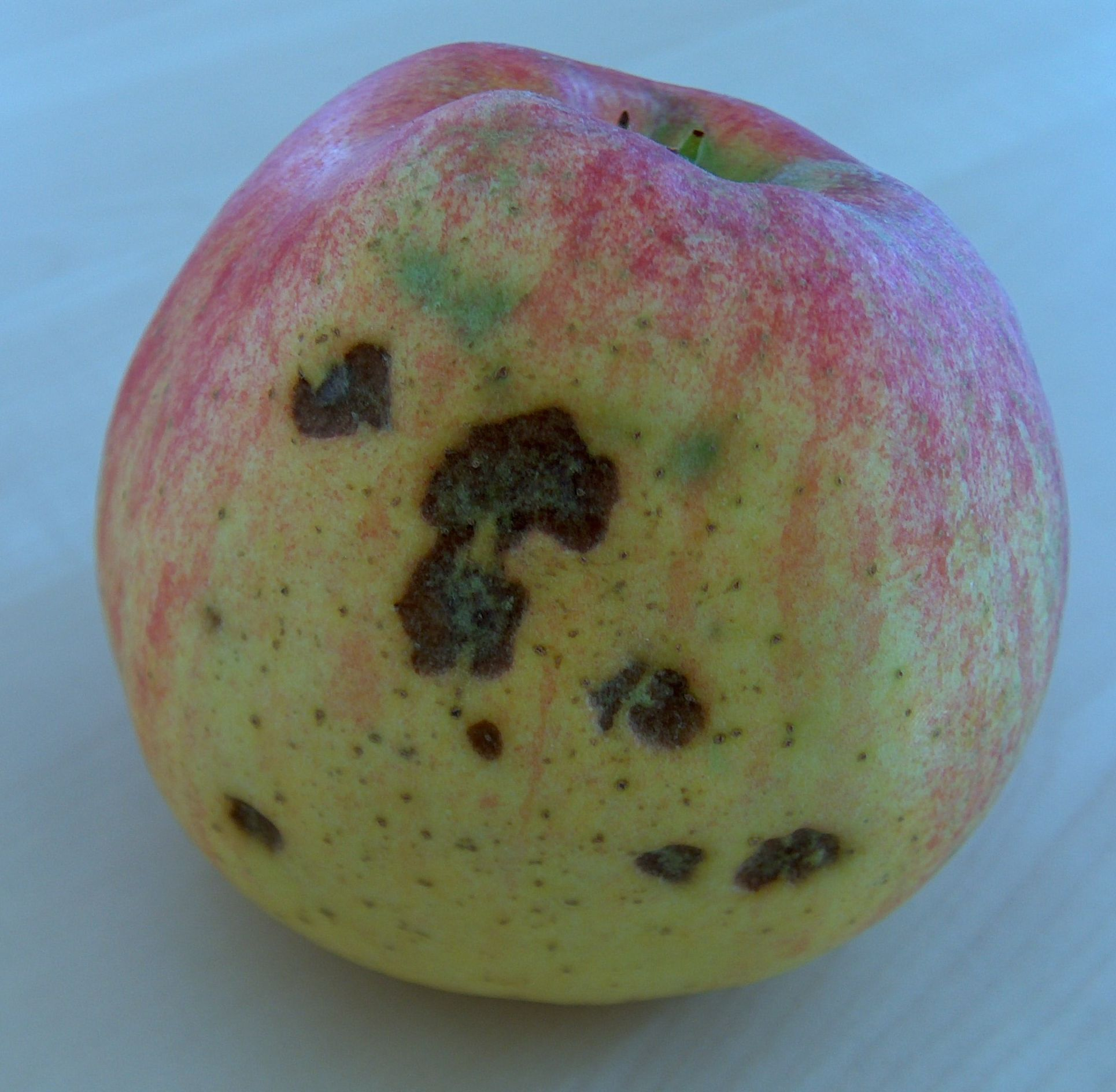
Stippe an einem großen Apfel

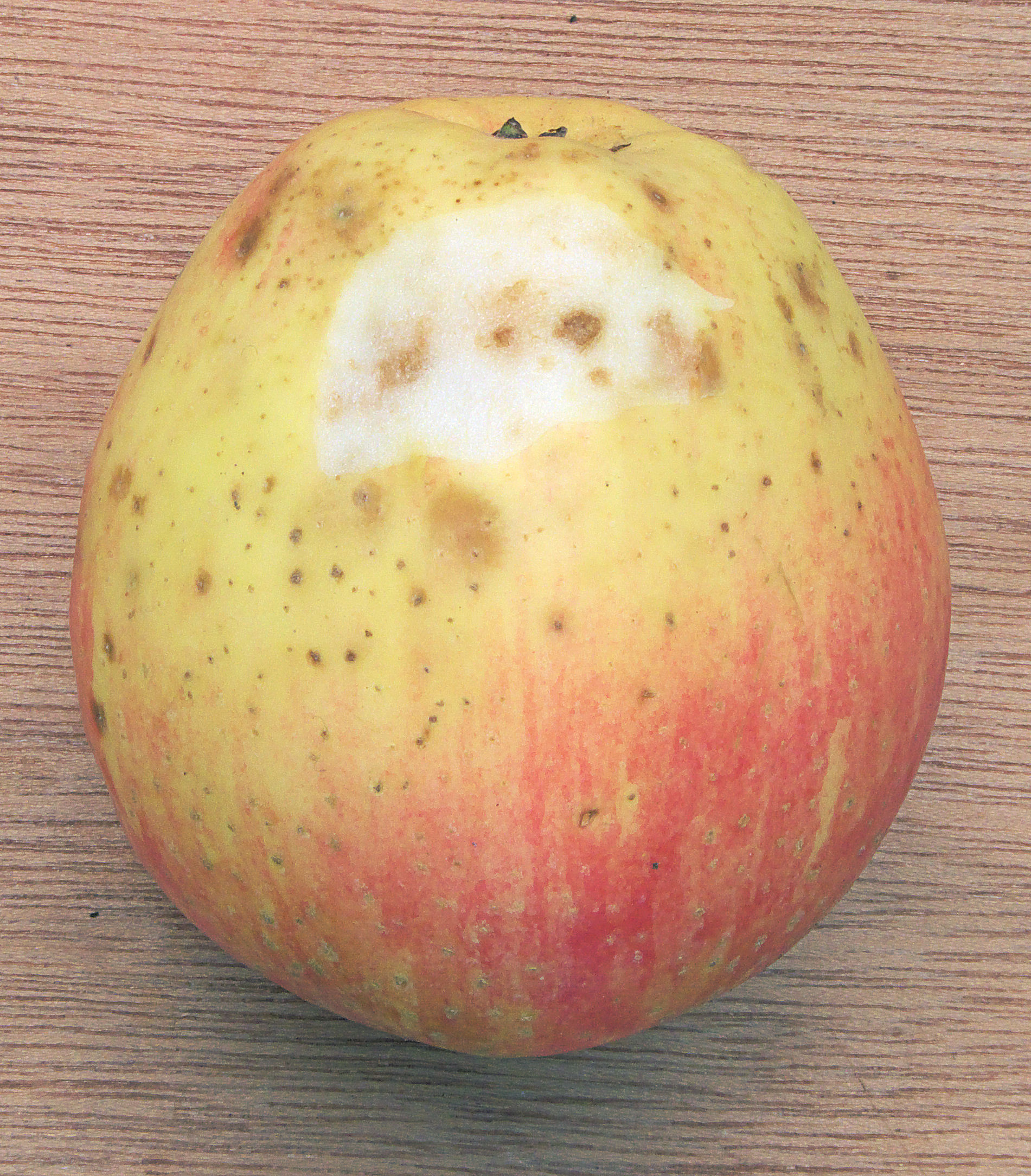
Stippe auf 'Summerred'

Stippe (auch Stippigkeit, zu mittelniederdeutsch stip(p)e = Punkt) ist eine Mangelerscheinung bei Äpfeln.

## Schadbild
Auf der Schale sind kleine, eingesunkene, meist nur stecknadelkopfgroße, braune Flecken zu sehen. Diese Flecken sind nicht nur auf der Schale vorhanden, sondern auch im darunterliegenden Fruchtfleisch. An diesen Stellen ist das Fruchtfleisch ebenfalls braun und etwas korkig und schmeckt leicht bitter. Die Symptome der Stippe treten bisweilen erst einige Zeit nach der Ernte auf bzw. verstärken sich bei Lagerung und werden daher oft spät entdeckt – meist erst dann, wenn die Äpfel zum Verzehr aus dem Lager geholt werden. Die Äpfel kann man aber dennoch bedenkenlos verzehren oder beispielsweise zu Apfelmus verarbeiten.

## Ursache
Ursache für Stippe ist ein Calciummangel in der Frucht. Häufig ist jedoch genug Calcium im Boden vorhanden. So verwendet der Baum das Calcium etwa aufgrund eines zu hohen Stickstoffangebotes für das Holzwachstum anstelle des Fruchtwachstums. Auch kann ein zu starker Rückschnitt den Baum zu starkem Holzwachstum anregen, wodurch das Calcium dann nicht für die Früchte verwendet wird. Durch ein Überangebot von Kalium und Magnesium im Boden wird Calcium ebenfalls nicht in ausreichenden Mengen aufgenommen.
Neuere Untersuchungen gehen davon aus, dass die mangelhafte Calciumversorgung der Apfelfrüchte durch einen zu geringen Transpirationssog entsteht. Calcium wird innerhalb der Frucht hauptsächlich über das Xylem transportiert, während im Phloem nur äußerst geringe Konzentrationen vorhanden sind. Einige Wochen nach der Blüte, wenn die Zellteilung des Apfels beendet ist, oder ein bestimmter Grad der Zellstreckung erreicht worden ist, kommt die Transpiration der Apfelfrucht zum Erliegen, wodurch keine Versorgung mit Nährstoffen über das Xylem mehr möglich ist. Der Phloemtransport, der unabhängig von der Transpiration erfolgt, findet nach wie vor statt, weswegen Nährstoffe wie Kalium, Magnesium und Stickstoff weiterhin in die Frucht gelangen können. Ist der Apfel bis zum Abschluss seiner Transpiration nicht ausreichend mit Calcium versorgt, steigt die Gefahr für Stippigkeit stark an.

## Anfälligkeit
Besonders anfällig sind großfrüchtige Apfelsorten, wie etwa Jonagold oder Boskoop.

## Gegenmaßnahmen
Durch einen Baumschnitt, der sowohl übermäßigem Triebwachstum als auch zu starkem Fruchtbehang entgegenwirkt, lässt sich das Risiko für Stippe reduzieren. Eine weitere Möglichkeit ist die Gabe von Blattdüngern, etwa Calciumnitrat oder Calciumchlorid. Da Calcium von den Früchten auch noch nach der Ernte aufgenommen werden kann, werden die Äpfel in vielen Ländern nach der Ernte in eine Calciumlösung getaucht und nach 36 Stunden mit Wasser abgespült. In Deutschland ist diese Form der Nacherntebehandlung jedoch verboten.